# Kungsträdgården (Stockholms tunnelbana)
Kungsträdgården ist eine unterirdische Station der Stockholmer U-Bahn, welche unterhalb des gleichnamigen Platzes liegt. Sie befindet sich im Stadtteil Norrmalm. Die Station ist der südliche Endpunkt der Blå linjen des Stockholmer U-Bahn-Systems. Sie gehört zu den eher mäßigfrequentierten Stationen des U-Bahn-Netzes. An einem normalen Werktag steigen hier 9800 Pendler zu.
Die Station wurde am 30. Oktober 1977 als 91. U-Bahn-Station in Betrieb genommen, als die Blå linjen von T-Centralen bis zum Kungsträdgården verlängert wurde. Der Bahnhof wurde in offener Bauweise errichtet, die Bahnsteige befinden sich ca. 34 Meter unter der Erde. Die nächste Station ist T-Centralen. Bis zum Stockholmer Hauptbahnhof ist es etwa ein Kilometer.